# Filley
Filley és una població dels Estats Units a l'estat de Nebraska. Segons el cens del 2000 tenia 174 habitants.

## Demografia
Segons el cens del 2000, Filley tenia 174 habitants, 73 habitatges, i 48 famílies. La densitat de població era de 610,7 habitants per km².
Dels 73 habitatges en un 28,8% hi vivien nens de menys de 18 anys, en un 64,4% hi vivien parelles casades, en un 2,7% dones solteres, i en un 32,9% no eren unitats familiars. En el 31,5% dels habitatges hi vivien persones soles el 17,8% de les quals corresponia a persones de 65 anys o més que vivien soles. El nombre mitjà de persones vivint en cada habitatge era de 2,38 i el nombre mitjà de persones que vivien en cada família era de 3,02.
Per edats la població es repartia de la següent manera: un 25,3% tenia menys de 18 anys, un 5,2% entre 18 i 24, un 24,7% entre 25 i 44, un 24,1% de 45 a 60 i un 20,7% 65 anys o més.
L'edat mediana era de 42 anys. Per cada 100 dones de 18 o més anys hi havia 97 homes.
La renda mediana per habitatge era de 32.500 $ i la renda mediana per família de 48.250 $. Els homes tenien una renda mediana de 26.250 $ mentre que les dones 22.250 $. La renda per capita de la població era de 19.112 $. Cap de les famílies estaven per davall del llindar de pobresa.

## Poblacions més properes
El següent diagrama mostra les poblacions més properes.